# Kostomłoty
Kostomłoty es un pueblo ubicado en la gmina Kodeń, distrito de Biała Podlaska, voivodato de Lublin, Polonia.

## Superficie
Cuenta con una superficie de 18,57 kilómetros cuadrados.

## Demografía
Hasta 2011 la población era de 561 habitantes, con una densidad de población de 30,21 habitantes por kilómetro cuadrado. Estaba conformada por 299 hombres (53,3%) y 262 mujeres (46,7%), según el censo de la Oficina Central de Estadística.